# 25663 Nickmycroft
25663 Nickmycroft è un asteroide della fascia principale. Scoperto nel 2000, presenta un'orbita caratterizzata da un semiasse maggiore pari a 2,2743518 UA e da un'eccentricità di 0,1722450, inclinata di 3,24441° rispetto all'eclittica.